# Sugnens

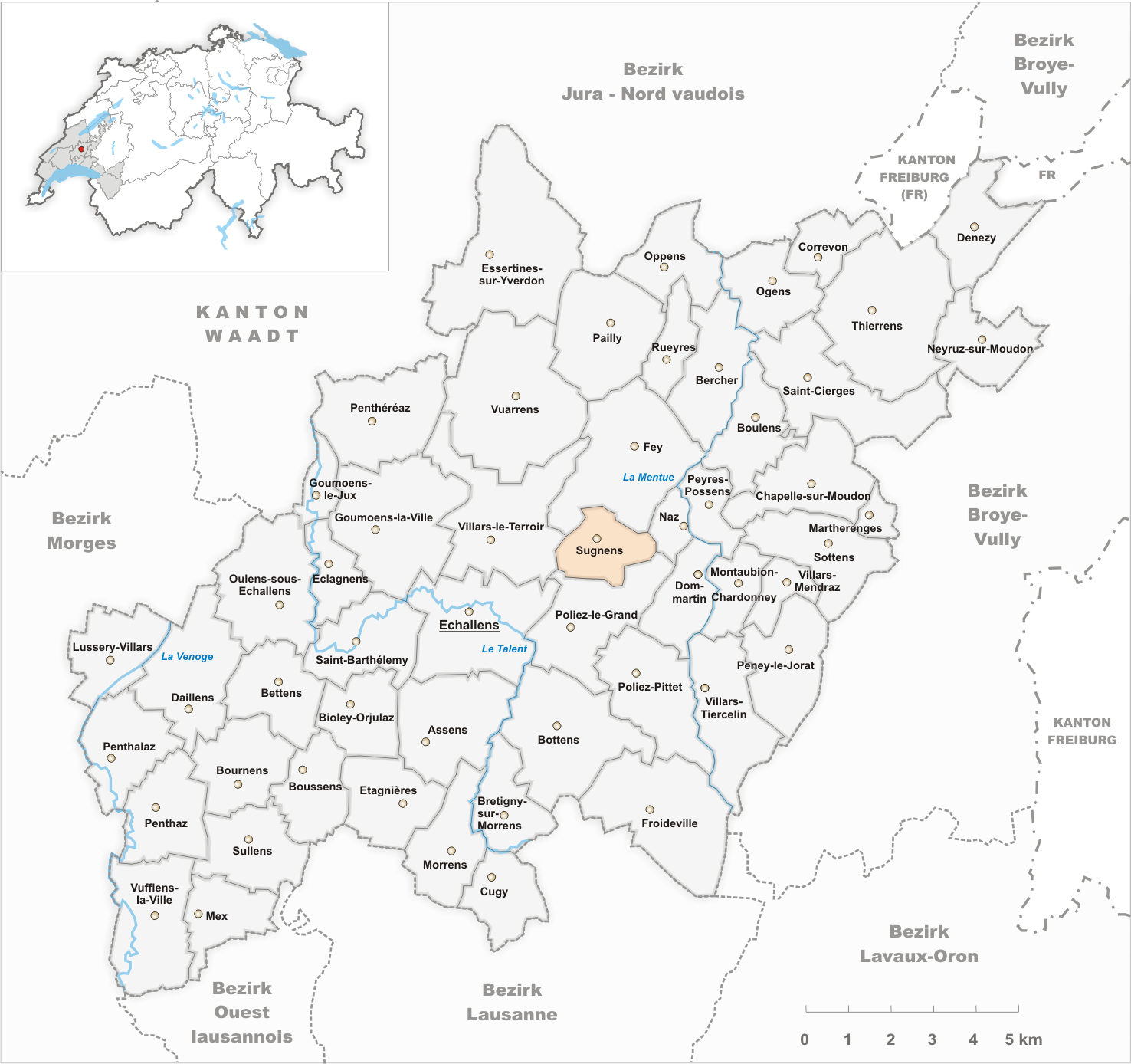
Gemeindestand vor der Fusion am 30. Juni 2011

Sugnens war eine politische Gemeinde im Distrikt Gros-de-Vaud des Kantons Waadt in der Schweiz. Sugnens schloss sich am 1. Juli 2011 mit den Gemeinden Dommartin, Naz und Poliez-le-Grand zur neuen Gemeinde Montilliez zusammen.

## Geographie
Sugnens liegt auf 672 m ü. M., drei Kilometer ostnordöstlich von Echallens und 15 Kilometer nördlich der Kantonshauptstadt Lausanne (Luftlinie). Das Haufendorf erstreckt sich an einem nach Nordwesten geneigten Hang auf der Nordabdachung der Höhen des Jorat, im Gros de Vaud, im Waadtländer Mittelland.
Die Fläche des 2,7 km² grossen ehemaligen Gemeindegebiets umfasst einen Abschnitt des leicht gewellten Hochplateaus des Gros de Vaud, der Kornkammer des Kantons Waadt. Der Hauptteil des Gebietes wird vom Höhenrücken von Sugnens eingenommen, der im Wald Bois Dessus südlich des Dorfes mit 694 m ü. M. den höchsten Punkt erreicht. Im Osten bildet das Tal des Botterel, eines Seitenbachs der Mentue, die Grenze. Nach Westen erstreckt sich der Gemeindeboden in die Ebene des Gros de Vaud nordöstlich von Echallens. Südwestlich des Dorfes befindet sich das Quellgebiet des Sauteru. Von der Gemeindefläche entfielen 1997 8 % auf Siedlungen, 24 % auf Wald und Gehölze und 68 % auf Landwirtschaft.
Zu Gemeinde Sugnens gehörten der Weiler Pré Morex (671 m ü. M.) nördlich des Dorfes und einige Einzelhöfe. Nachbargemeinden von Sugnens waren Fey, Naz, Poliez-le-Grand und Villars-le-Terroir.

## Bevölkerung
Mit 308 Einwohnern (Stand 31. Dezember 2010) gehörte Sugnens zu den kleinen Gemeinden des Kantons Waadt. Von den Bewohnern sind 93,6 % französischsprachig, 3,0 % deutschsprachig und 1,3 % italienischsprachig (Stand 2000). Die Bevölkerungszahl von Sugnens belief sich 1900 auf 199 Einwohner. Nachdem die Bevölkerung bis 1980 auf 155 Personen abgenommen hatte, wurde wieder eine deutliche Bevölkerungszunahme verzeichnet.

## Wirtschaft
Sugnens war bis in die zweite Hälfte des 20. Jahrhunderts ein vorwiegend durch die Landwirtschaft geprägtes Dorf. Noch heute haben der Ackerbau und die Viehzucht eine wichtige Bedeutung in der Erwerbsstruktur der Bevölkerung. Weitere Arbeitsplätze gibt es im lokalen Kleingewerbe und im Dienstleistungssektor. In den letzten Jahrzehnten hat sich das Dorf auch zu einer Wohngemeinde entwickelt. Viele Erwerbstätige sind deshalb Wegpendler, die hauptsächlich in Echallens und im Grossraum Lausanne arbeiten.

## Verkehr
Sugnens liegt abseits grösserer Durchgangsstrassen, besitzt aber gute Verbindungen mit den Nachbardörfern. Am 24. November 1898 wurde der Streckenabschnitt Echallens - Bercher der Schmalspurbahn Chemin de fer Lausanne-Echallens-Bercher (LEB) mit einem Bahnhof bei Sugnens in Betrieb genommen.

## Geschichte
Die erste urkundliche Erwähnung des Ortes erfolgte 1177 bereits unter dem heutigen Namen Sugnens. Später erschienen die Bezeichnungen Sunens (1203), Suneins (1225), Sugneins (1238) und Sugnyens (1453). Der Ortsname geht auf den burgundischen Personennamen Sunia zurück und bedeutet bei den Leuten des Sunia.
Seit dem Mittelalter gehörte Sugnens zur Herrschaft Dommartin, welche dem Lausanner Domkapitel unterstand. Auch die Abtei Montheron besass Güter auf dem Gemeindegebiet von Sugnens. Mit der Eroberung der Waadt durch Bern im Jahr 1536 kam das Dorf unter die Verwaltung der Kastlanei Dommartin, einer Exklave in der Vogtei Lausanne. Nach dem Zusammenbruch des Ancien Régime gehörte Sugnens von 1798 bis 1803 während der Helvetik zum Kanton Léman, der anschliessend mit der Inkraftsetzung der Mediationsverfassung im Kanton Waadt aufging. 1798 wurde es dem Bezirk Echallens zugeteilt.

## Sehenswürdigkeiten
Die reformierte Kirche von Sugnens wurde 1686 erbaut.